# متحف محافظة الغاط
متحف محافظة الغاط هو متحف يعرض تاريخ محافظة الغاط في العصور الثلاثة، بداية من فترة ما قبل التاريخ، ثم فترة ما قبل الإسلام، ثم الفترة الإسلامية، ويقع في محافظة الغاط التابعة لمنطقة الرياض بالمملكة العربية السعودية، وتشرف عليه وزارة السياحة السعودية. وكان مبنى المتحف قديمًا مقرًا لإمارة محافظة الغاط، وقدمه ملاكة ورثة الأمير ناصر بن سعد السديري إلى هيئة السياحة، لتأهيله وتحويله إلى متحف للمحافظة، وذلك ضمن برنامج خادم الحرمين للعناية بالتراث الحضاري السعودي وتحويل المباني القديمة إلى معالم ثقافية ومتاحف.

## تاريخة
كان المتحف قديمًا مبنى لإمارة محافظة الغاط الواقعة على بعد 240 كم إلى الشمال الغربي من العاصمة الرياض، وكان قصرًا للأمير ناصر بن سعد السديري، ولأن المبنى يعد من المعالم التراثية للمحافظة قدمه ملاكه ورثة الأمير ناصر بن سعد السديري لهيئة السياحة العامة والتراث الوطني، وقامت الهيئة بتأهيل المبنى وتحويله إلى متحف ومركز ثقافي يحكي تاريخ المنطقة الممتد من فترة ماقبل التاريخ إلى الفترة الإسلامية.

## أقسام المتحف
يتكون المتحف من جزأين: أحدهما قديم، والآخر أنشئ في العام 1386هـ، ويضم 50 غرفة، يعرض المتحف الحياة الاجتماعية لأهالي المنطقة، ويحتوي على مخطوطات وخرائط وقطع أثرية توثق تاريخ الغاط القديم، ومورثها الشعبي، ويحتوي المبنى على أماكن مخصصة لإدارة المتحف، وقاعات للاستقبال، ومسرح للعرض المرئي، ومجلس القصر القديم بنفس طريقته وشكله القديم ويسمى «فرش القهوة»، ويضم المتحف كذلك متجر خاص به.